# Exode rural dans la Somme
La population de la Somme s'est vue aspirée par deux pôles attractifs tout proches : la région parisienne au sud et les activités minières et textiles des départements du Nord et du Pas-de-Calais au nord.

## Chiffres
Les données chiffrées sont les populations lors des Recensements de 1851 et de 1954. La date de 1851 est intéressante, car :
- suivant immédiatement les mouvements révolutionnaires de 1848 ayant contribué à l'instauration du suffrage universel,
- révélatrice de l'essor de l'industrialisation et du développement naissant des activités tertiaires du Second Empire de Napoléon III.

### Déficit de population

#### Baisse démographique inférieure à 80%
|                    |  | 1851 | ? | 1954 | ? |        |  |
| ------------------ |  | ---- | - | ---- | - | ------ |  |
| Rogy               |  | 428  |   | 87   |   | 79,6 % |  |
| Potte              |  | 200  |   | 54   |   | 73 %   |  |
| Villers-sous-Ailly |  | 469  |   | 128  |   | 72,7 % |  |

#### Baisse démographique inférieure à 70%
|             | avant fusion | 1851  | avant fusion | 1954 | ? |        |  |
| ----------- | ------------ | ----- | ------------ | ---- | - | ------ |  |
| Fransures   |              | 367   |              | 113  |   | 69,2 % |  |
| Yzeux       |              | 318   |              | 102  |   | 67,9 % |  |
| Revelles    |              | 890   |              | 292  |   | 67,2 % |  |
| Belleuse    |              | 916   |              | 356  |   | 61,1 % |  |
| Franvillers |              | 1 143 |              | 445  |   | 61,1 % |  |

#### Baisse démographique inférieure à 60%
|                      | avant fusion                     | 1851  | avant fusion | 1954 | ? |        |  |
| -------------------- | -------------------------------- | ----- | ------------ | ---- | - | ------ |  |
| Allonville           |                                  | 782   |              | 314  |   | 59,8 % |  |
| Bovelles             |                                  | 539   |              | 218  |   | 59,5 % |  |
| Bazentin             |                                  | 365   |              | 149  |   | 59,1 % |  |
| Bonneville           |                                  | 888   |              | 367  |   | 58,7 % |  |
| Balâtre              |                                  | 220   |              | 92   |   | 58,2 % |  |
| Fresnoy-au-Val       |                                  | 521   |              | 220  |   | 57,8 % |  |
| Pont-Noyelles        |                                  | 677   |              | 287  |   | 57,6 % |  |
| Englebelmer          |                                  | 646   |              | 276  |   | 57,2 % |  |
| Frettecuisse         |                                  | 242   |              | 105  |   | 56,6 % |  |
| Étricourt-Manancourt |                                  | 1 417 |              | 644  |   | 54,6 % |  |
| Ablaincourt-Pressoir | Ablaincourt = 445 Pressoir = 144 | 589   | 177 91       | 268  |   | 54,5 % |  |
| Bertangles           |                                  | 600   |              | 279  |   | 53,5 % |  |
| Agenville            |                                  | 217   |              | 104  |   | 52,1 % |  |
| Mons-Boubert         |                                  | 1 307 |              | 636  |   | 51,3 % |  |
| Belloy-sur-Somme     |                                  | 1162  |              | 567  |   | 51,2 % |  |
| Dreuil-Hamel         |                                  | 489   |              | 242  |   | 50,5 % |  |
|                      |                                  |       |              |      |   |        |  |

#### Baisse démographique inférieure à 50%
|                       |  | 1851  | ? | 1954 | ? |        |  |
| --------------------- |  | ----- | - | ---- | - | ------ |  |
| Lucheux               |  | 1 202 |   | 608  |   | 49,4 % |  |
| Rollot                |  | 1168  |   | 590  |   | 49,4 % |  |
| Heilly                |  | 764   |   | 400  |   | 47,6 % |  |
| Candas                |  | 1 700 |   | 891  |   | 47,6 % |  |
| Bouchon               |  | 386   |   | 204  |   | 47,1 % |  |
| Quevauvillers         |  | 1 187 |   | 649  |   | 45,3 % |  |
| Ochancourt            |  | 407   |   | 223  |   | 45,2 % |  |
| Acheux-en-Amiénois    |  | 870   |   | 490  |   | 43,7 % |  |
| Languevoisin-Quiquery |  | 351   |   | 204  |   | 41,9 % |  |
| Querrieu              |  | 831   |   | 487  |   | 41,4 % |  |
| Acheux-en-Vimeu       |  | 964   |   | 570  |   | 40,9 % |  |
| Rouy-le-Grand         |  | 214   |   | 127  |   | 40,7 % |  |
|                       |  |       |   |      |   |        |  |

#### Baisse démographique inférieure à 40%
|             |  | 1851  | ? | 1954 | ? |        |  |
| ----------- |  | ----- | - | ---- | - | ------ |  |
| Épénancourt |  | 215   |   | 130  |   | 39,5 % |  |
| Orival      |  | 347   |   | 212  |   | 38,9 % |  |
| Bouzincourt |  | 800   |   | 498  |   | 37,7 % |  |
| Épehy       |  | 1970  |   | 1232 |   | 37,5 % |  |
| Ferrières   |  | 414   |   | 261  |   | 36,9 % |  |
| La Faloise  |  | 373   |   | 248  |   | 33,5 % |  |
| Bernaville  |  | 1 127 |   | 754  |   | 33,1 % |  |
| Hallu       |  | 229   |   | 159  |   | 30,6 % |  |
| Franleu     |  | 691   |   | 481  |   | 30,4 % |  |
|             |  |       |   |      |   |        |  |

|  |  | 1851 | ? | 1954 | ? |  |  |
|  |  | ---- | - | ---- | - |  |  |
|  |  |      |   |      |   |  |  |

|                    |  | 1851  | ? | 1954  | ? |      |  |
| ------------------ |  | ----- | - | ----- | - | ---- |  |
| Beauval            |  | 2 568 |   | 2 132 |   | 17 % |  |
| Quesnoy-le-Montant |  | 698   |   | 607   |   | 13 % |  |

|  |  | 1851 | ? | 1954 | ? |  |  |
|  |  | ---- | - | ---- | - |  |  |
|  |  |      |   |      |   |  |  |

### Gain de population
|                    |  | 1851   | ? | 1954   | ? |       |  |
| ------------------ |  | ------ | - | ------ | - | ----- |  |
| Villers-Bretonneux |  | 3 284  |   | 3 326  |   | 1,3 % |  |
| Abbeville          |  | 19 158 |   | 19 502 |   | 1,8 % |  |
| Poix-de-Picardie   |  | 1 153  |   | 1 218  |   | 5,6 % |  |

|  |  | 1851 | ? | 1954 | ? |  |  |
|  |  | ---- | - | ---- | - |  |  |
|  |  |      |   |      |   |  |  |

|      |  | 1851  | ? | 1954  | ? |        |  |
| ---- |  | ----- | - | ----- | - | ------ |  |
| Roye |  | 3775  |   | 4635  |   | 22,8 % |  |
| Ault |  | 1 388 |   | 1 788 |   | 28,8 % |  |

|  |  | 1851 | ? | 1954 | ? |  |  |
|  |  | ---- | - | ---- | - |  |  |
|  |  |      |   |      |   |  |  |

|       |  | 1851 | ? | 1954 | ? |        |  |
| ----- |  | ---- | - | ---- | - | ------ |  |
| Conty |  | 958  |   | 1373 |   | 43,3 % |  |
|       |  |      |   |      |   |        |  |

|     |  | 1851 | ? | 1954 | ? |        |  |
| --- |  | ---- | - | ---- | - | ------ |  |
| Ham |  | 2375 |   | 3598 |   | 51,5 % |  |
|     |  |      |   |      |   |        |  |

|        |  | 1851  | ? | 1954   | ? |      |  |
| ------ |  | ----- | - | ------ | - | ---- |  |
| Amiens |  | 52149 |   | 92 506 |   | 77 % |  |

|                 |  | 1851 | ? | 1954 | ? |      |  |
| --------------- |  | ---- | - | ---- | - | ---- |  |
| Muille-Villette |  | 345  |   | 645  |   | 87 % |  |

|        |  | 1851  | ? | 1954  | ? |         |  |
| ------ |  | ----- | - | ----- | - | ------- |  |
| Albert |  | 3 507 |   | 8 991 |   | 156,4 % |  |
|        |  |       |   |       |   |         |  |

### Sources
- Pour 1851 :
  - Recensements déposés aux archives départementales de la Somme (documents authentiques de la Série 6 M et / ou micro-films).
  - René Boyenval / René Debrie / René Vaillant, Répertoire des Noms de Famille de la Somme en 1849, 232 p., Editions ÉKLITRA (Amiens, 1972).
- Pour 1954 :
  - Dictionnaire National des Communes de France - Dictionnaire Meyrat - 17e édition, 1350 p. - Editions Albin Michel, Paris (1959).